# Lorca
Lorca este un oraș în Murcia, Spania.